# Anablepsoides erberi
Anablepsoides erberi är en fiskart som beskrevs av Berkenkamp, 1989. Arten ingår i släktet Anablepsoides, och familjen Rivulidae. Inga underarter finns listade i Catalogue of Life.